# Vasco Núñez de Balboa
Vasco Núñez de Balboa (sinh khoảng 1475 –  mất khoảng 12-21 tháng 1, 1519) là một nhà thám hiểm, chinh tướng, thống sứ (governor) người Tây Ban Nha.

## Lịch sử
Vasco Núñez de Balboa vang danh nhờ chuyến băng qua eo đất Panama để đến Thái Bình Dương năm 1513, trở thành người châu Âu đầu tiên dẫn dắt một đoàn thám hiểm thấy hoặc đi tới Thái Bình Dương từ Tân Thế giới.
Ông đã du hành tới Tân Thế giới vào năm 1500 và sau một số cuộc hành trình, ông đã ở lại đảo Hispaniola. Ông đã thành lập khu định cư Santa María la Antigua del Darién mà ngày nay là Panama vào năm 1510. Đó là khu định cư lâu dài đầu tiên của người châu Âu trên lục địa châu Mỹ (khu định cư được Alonso de Ojeda thành lập trước đó một năm tại San Sebastián de Urabá đã bị bỏ hoang hoàn toàn).